# Udo Deeke
Udo Deeke (Blumenau, 29 décembre 1905 - 23 septembre 1985) est un homme politique brésilien, administrateur de l'État de Santa Catarina de 1946 à 1947.